# Plato precocinado

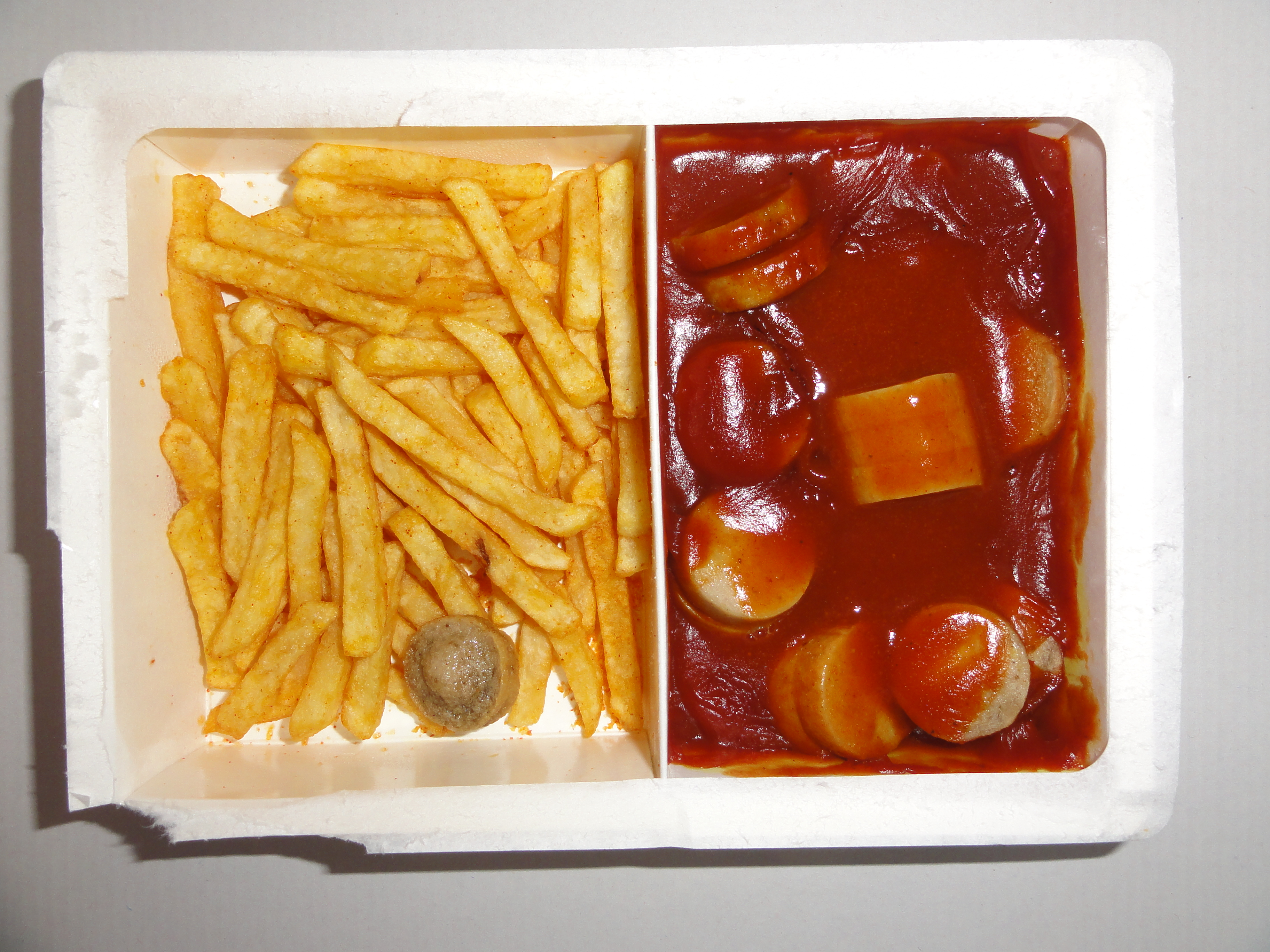
Cena precocinada al estilo de los años 50.

TV-Dinner (denominada también comida preparada, cena congelada o comida de microondas) es una especie de alimento precocinado que se envasa en un recipiente. Requiere poca preparación y contiene todos los elementos para ser servidos. El invento fue desarrollado por la marca C.A. Swanson & Sons en 1953 (posteriormente adquirida por Campbell Soup Company en 1955). En los idiomas anglosajones se entiende "TV Dinner" como sinónimo de comida instantánea que puede comprarse en cualquier supermercado y ser elaborado en casa.